# Sargentes de la Lora
Sargentes de la Lora es una localidad y un municipio situado en la provincia de Burgos, en la comunidad autónoma de Castilla y León (España), comarca de Páramos, partido judicial de Burgos, cabecera del ayuntamiento de su nombre. Desde 2017, el municipio se encuentra incluido en el Geoparque Las Loras, el primer geoparque de la Unesco en Castilla y León.

## Geografía
La localidad en 2007, contaba con 160 habitantes, disminuyendo en 2024 a 133. Está situada 63,5 km al norte de la capital de la provincia, Burgos, lindando al norte con el municipio cántabro de Valderredible. Acceso desde la carretera local que comunica la N-627 a la altura de Basconcillos del Tozo con la N-623 a la altura de San Felices de Rudrón. En el páramo de La Lora y también en el Espacio Natural conocido como de Hoces del Alto Ebro y Rudrón.

### Localidades
El municipio comprende las localidades de Ayoluengo, Lorilla, Moradillo del Castillo, San Andrés de Montearados, Santa Coloma del Rudrón y Valdeajos.
También comprende el despoblado de Ceniceros.

## Historia

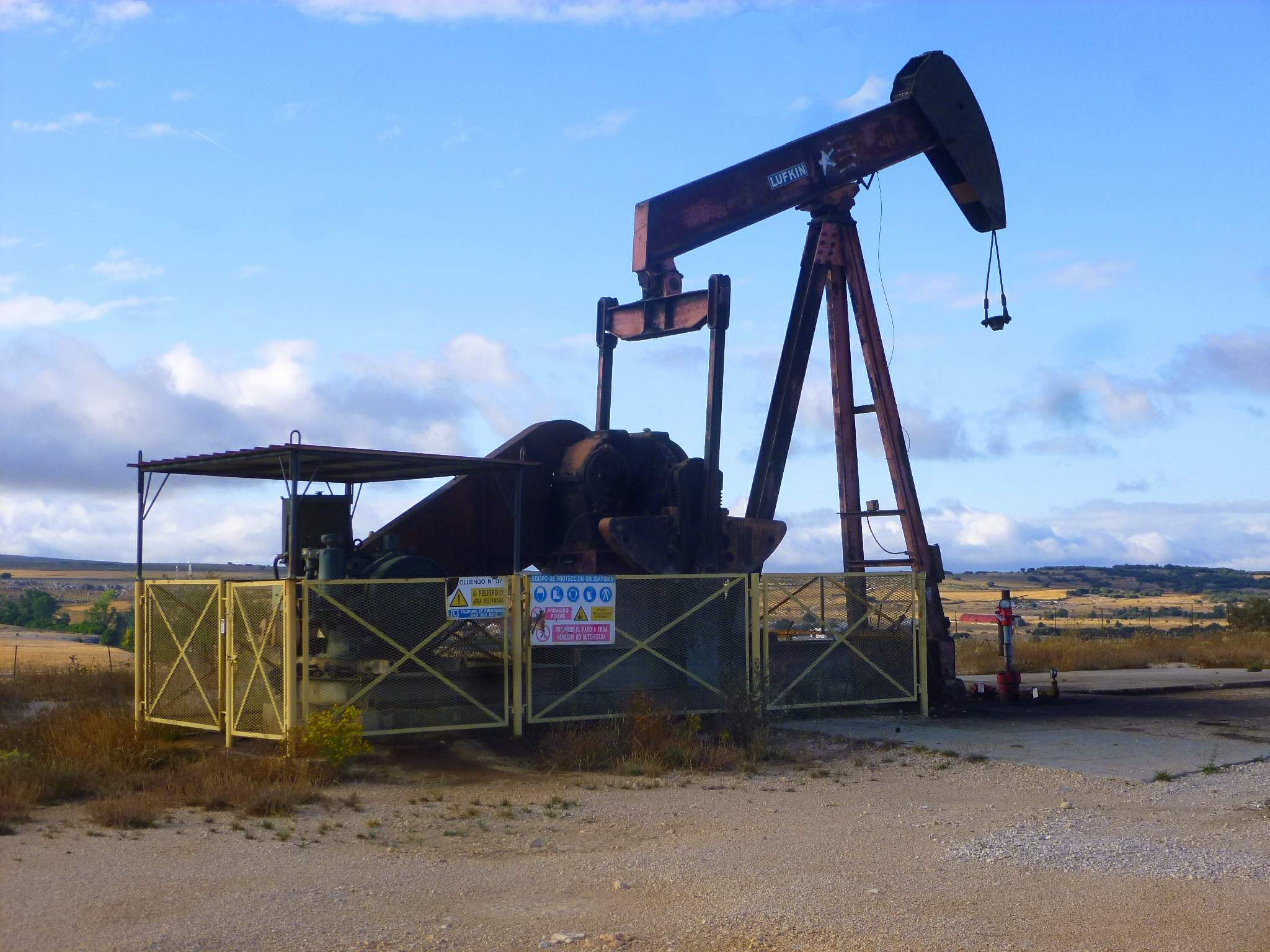
El pozo petrolífero Ayo 37, en las cercanías de Sargentes de la Lora.

Villa que formaba parte del Partido de Burgos, uno de los catorce que formaban la Intendencia de Burgos, en su categoría de pueblos solos, durante el periodo comprendido entre 1785 y 1833, en el Censo de Floridablanca de 1787, jurisdicción de señorío siendo su titular el Monasterio de las Huelgas, cuya abadesa nombraba alcalde ordinario.
En 1843 pertenecía al partido de Sedano y contaba con 19 hogares y 68 habitantes.
Entre el censo de 1857 y el anterior, crece el término del municipio porque incorpora a 
- 095009 Ayoluengo,
- 095064 Lorilla,
- 095076 Moradillo del Castillo,
- 095127 San Andrés de Montearados,
- 095139 Santa Coloma del Rudrón y
- 095165 Valdeajos

El 6 de junio de 1964, unos 6.000 litros de petróleo salieron de las entrañas de Valdeajos de la Lora. Era la primera vez que aparecía petróleo en España y la noticia se recibió con alborozo en todo el país. Allí se estableció la estación petrolífera que operó hasta 2017.
En 2005 y 2006 se celebró el festival de música punk Petróleo Rock, trasladándose en 2007 a Miranda de Ebro.

## Demografía
Sargentes de la Lora cuenta con una población de 133 habitantes (INE 2024).
| Gráfica de evolución demográfica de Sargentes de la Lora entre 1842 y 2021 |
| |
| Población de derecho según los censos de población del INE Población de hecho según los censos de población del INEEntre el censo de 1857 y el anterior, crece el término del municipio porque incorpora a Ayoluengo, Lorilla, Moradillo del Castillo, San Andrés de Montearados, Santa Coloma del Rudrón y Valdeajos. |

| 1842 |  | 1857 |  | 1860 |  | 1877 |  | 1887 |  | 1897 |  | 1900 |  | 1910 |  | 1920 |  | 1930 |  | 1940 |  | 1950 |  | 1960 |  | 1970 |  | 1981 |  | 1991 |  | 2001 |  | 2011 |
| ---- |  | ---- |  | ---- |  | ---- |  | ---- |  | ---- |  | ---- |  | ---- |  | ---- |  | ---- |  | ---- |  | ---- |  | ---- |  | ---- |  | ---- |  | ---- |  | ---- |  | ---- |
| 68   |  | 1063 |  | 1155 |  | 705  |  | 818  |  | 882  |  | 959  |  | 1033 |  | 1051 |  | 1064 |  | 1034 |  | 995  |  | 807  |  | 457  |  | 216  |  | 176  |  | 170  |  | 144  |

## Monumentos y lugares de interés

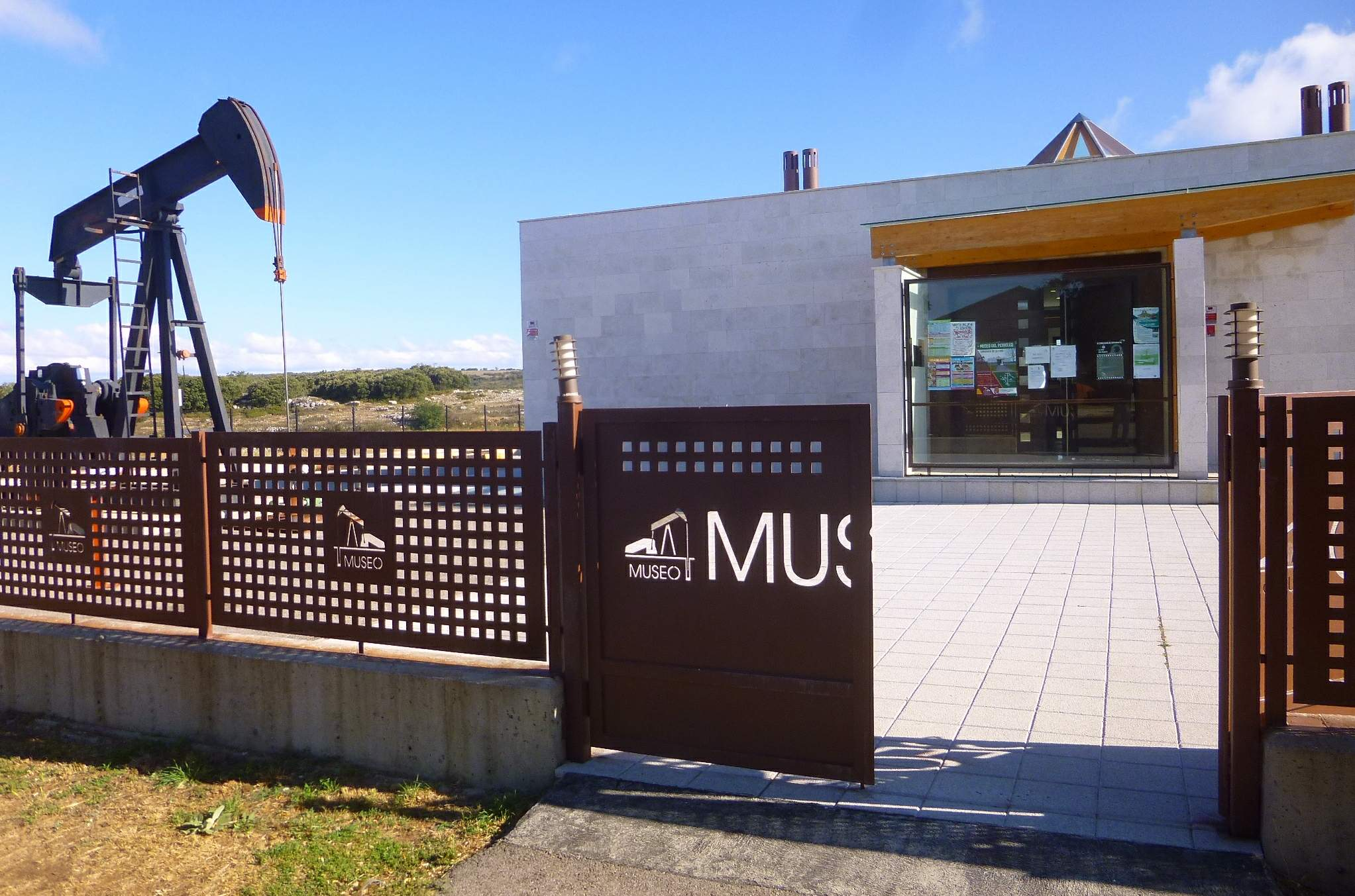
El Museo del Petróleo de Sargentes de la Lora

- Museo del Petróleo. Inaugurado en 2015, es el único museo de España en su especie.
- Geoparque Las Loras
- Dolmen de La Cabaña
- Dolmen de la Cabaña II (no destapado
- Iglesia de San Mamés en Ayoluengo
- Iglesia de San Pedro en Ceniceros
- Ermita de Nuestra Señora de Brañosera e iglesia de San Andrés en San Andrés de Montearados
- Iglesia de San Cristóbal en Valdeajos
- Iglesia de Santa María la Mayor de Sargentes de la Lora
- Escuela y monumento de Don Andrés Manjón en Sargentes de La Lora
- Trincheras de la guerra civil española en Sargentes de la Lora

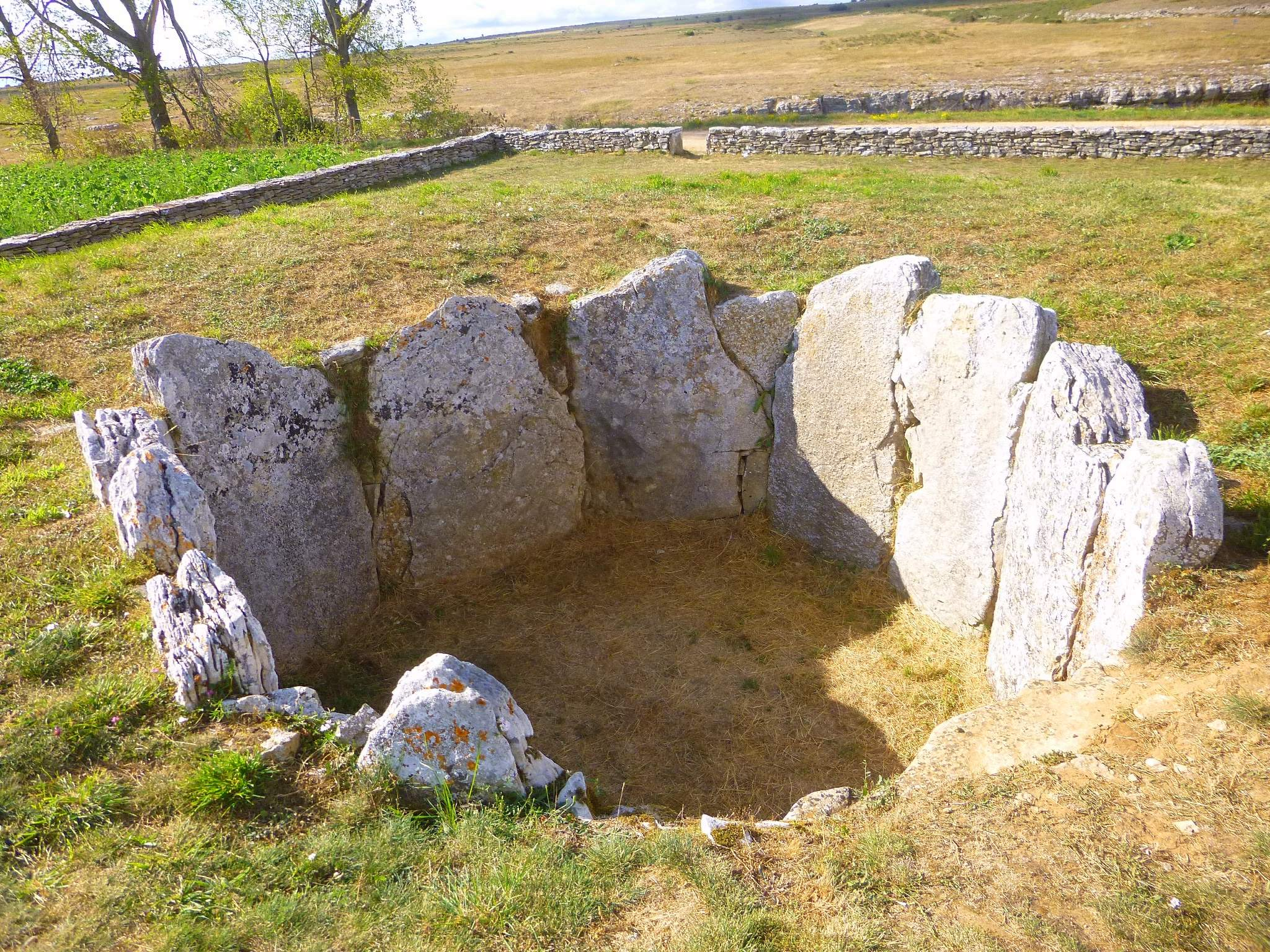
Dolmen de La Cabaña

### Dolmen
En la paramera de Sargentes se localiza un importante dolmen, construido con bloques calizos, que se corresponde con el tipo de tumba denominado «sepulcro de corredor». Los elementos principales que caracterizan este monumento megalítico son: una cámara de planta paracircular de tres metros de diámetro, definida por siete grandes ortostatos que superan los dos metros de altura; el acceso a esta cámara se realiza a través de un corredor de cinco metros de largo, que delimitan, de nuevo, ortostatos similares a los descritos y que sirven de apoyos a las grandes losas que cubrían el pasillo, de las que se conservan tres. La estructura estaba definida en el interior de un amplio túmulo construido con amontonamientos de piedras y tierra, conservándose, en el área más favorable, un perímetro que desarrolla un radio de nueve metros desde el centro de la cámara.

## Cultura

### Fiestas
- Nuestra Señora de las Nieves, 5 de agosto.
- Nuestra Señora de Brañosera, 15 de agosto.

## Vecinos ilustres
- Andrés Manjón, sacerdote, pedagogo y jurista

### Bibliografía

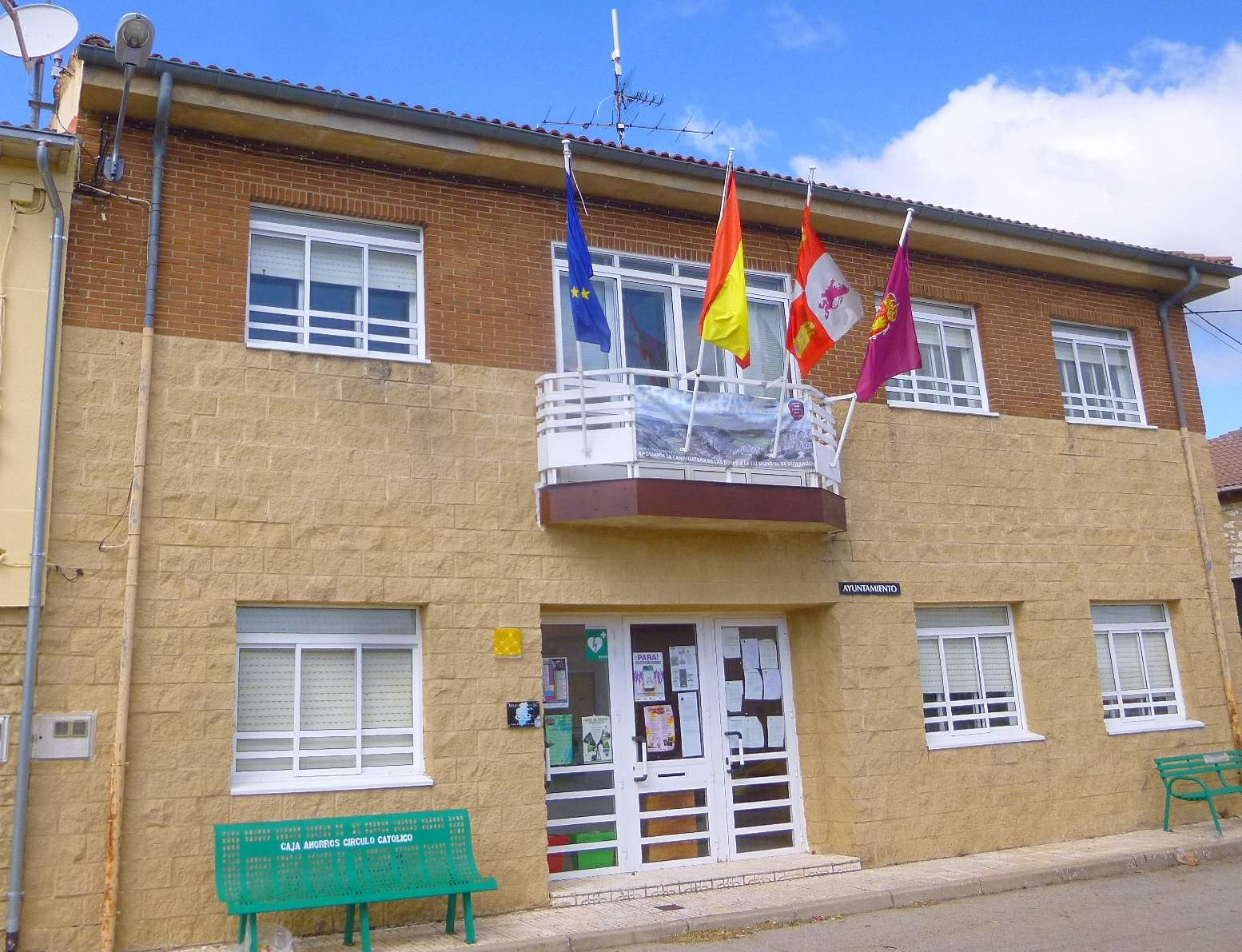
Ayuntamiento de Sargentes de la Lora